# Ein-Staat-Lösung
Als Ein-Staat-Lösung (bekannt als Einstaatenlösung) werden verschiedene Konzepte für eine Lösung des israelisch-palästinensischen Konflikts bezeichnet. Demzufolge soll aus Israel, dem Westjordanland und – je nach Konzept – dem Gazastreifen ein einziger Staat gebildet werden. Zudem wurde die Ein-Staat-Lösung historisch als eine Möglichkeit des geregelten Zusammenlebens von Juden und Palästinensern zur Zeit des britischen Mandatsgebiets Palästina diskutiert.

## Überblick
Die Realisierbarkeit einer Zweistaatenlösung im ehemaligen Mandatsgebiet Palästina wird bezweifelt. Von israelischer wie palästinensischer Seite werden daher alternative Modelle vorgeschlagen, den Nahostkonflikt zu lösen. Dazu zählen Einstaatenmodelle unterschiedlicher Ausprägung. Es gibt Konzepte für eine Ein-Staat-Lösung, die eine jüdische Dominanz vorsehen, Vorschläge für einen binationalen Staat sowie Modelle für eine Konföderation zweier unabhängiger Staaten.
Bei einer binationalen Lösung würden, ähnlich wie in Bosnien und Herzegowina, Juden und Palästinenser ihre rechtliche und ethnische Identität gleichberechtigt nebeneinander behalten. Ämter würden in einem Proporzsystem zwischen beiden Bevölkerungen aufgeteilt. Im Gegenzug dazu steht das vor allem von der politischen Linken beworbene Prinzip One Person – One Vote. Virginia Tilley schrieb 2005, die israelischen Siedlungen im Westjordanland und Gazastreifen machten eine Teilung in zwei Staaten unmöglich, und plädiert trotz der gewaltigen Hindernisse für eine Ein-Staat-Lösung.
Nach Angaben von Sergio Della Pergola leben in Israel und Palästina insgesamt 5.698.500 Palästinenser und 6.103.200 jüdische Israelis.

## Historische Entwicklung

### Unter dem britischen Mandat
Bereits seit den 1920er Jahren gibt es Vorschläge für einen gemeinsamen jüdisch-palästinensischen Staat in Palästina. Zwischen 1925 und 1933 existierte die Organisation Brit Schalom („Friedensbund“), gegründet von Martin Buber, Robert Weltsch und Judah Leon Magnes, die sich für den jüdisch-palästinensischen Dialog einsetzte und für einen „binationalen Staat eintrat, in dem die gleichen Rechte beiden Völkern zukommen, die das Schicksal des Landes prägen sollen, unabhängig von den zahlenmäßigen Verhältnissen“ (aus der ersten Publikation Our Aspirations, 1927). Sie hatte mehrere hundert Mitglieder, hauptsächlich Intellektuelle aus europäischen Ländern. Die Konzeption des Binationalismus wurde auch von sozialistischen und pazifistischen zionistischen Gruppen wie Hashomer Hatzair und Mapam, Kedmah Mizracha, Ichud und der Liga für jüdisch-arabische Annäherung übernommen.
Vor 1947 waren viele führende jüdische Intellektuelle überzeugt, dass ein binationaler Staat auf partnerschaftlicher Grundlage gebildet werden könnte. Einer der prominentesten frühen Vertreter dieser Idee war der bekannte Religionsphilosoph Martin Buber. Im Jahre 1947 schrieb er: „Wir beschreiben unser Programm als das eines binationalen Staates, d. h. wir beabsichtigen eine Sozialstruktur auf der Grundlage zweier zusammenlebender Völker […] Das ist es, was wir brauchen, nicht einen ‚jüdischen Staat‘; denn ein Nationalstaat in einer riesigen, feindlichen Umgebung könnte absichtlicher nationaler Selbstmord bedeuten.“ Als der Staat Israel im Jahre 1948 die Unabhängigkeit erlangte, akzeptierte Buber ihn jedoch als ein positives Ergebnis des Zionismus.
Auch Hannah Arendt hatte die Vision eines binationalen Palästina, einer Föderation, die vielleicht gar andere Staaten des Nahen Ostens umfassen könnte. So schrieb sie im Mai 1948 in einem Artikel in der Zeitschrift Commentary: „Ein föderativer Staat könnte schließlich der natürliche Ausgangspunkt für eine eventuelle spätere größere föderative Struktur im Nahen Osten und im Mittelmeerraum sein […] Das eigentliche Ziel der Juden in Palästina ist der Aufbau einer jüdischen Heimstatt. Dieses Ziel darf niemals der Pseudo-Souveränität eines jüdischen Staates geopfert werden.“ Arendt begleitete den Zionismus zunehmend kritisch, betonte jedoch auch, dass Israel als Rückzugsort und wegen des unausrottbaren Antisemitismus notwendig sei.
Im Bericht des UNO-Sonderkomitees zu Palästina von 1947 wurden drei Lösungen des Palästina-Konflikts vorgeschlagen. Die dritte Lösung sah einen einheitlichen demokratischen Staat im Mandatsgebiet Palästina vor. Ein weiterer Vorschlag von britischer und US-amerikanischer Seite, der Morrison-Grady-Plan, den Herbert Morrison und Henry F. Grady 1946 vorstellten, schlug einen föderalen Staat unter britischer Treuhandschaft vor. Keine dieser Lösungen konnte die Mehrheit der UNO-Vollversammlung überzeugen.
Nachdem gemäß dem UN-Teilungsplan für Palästina die Zweistaatenlösung internationale Unterstützung gewann, verschwand der innerjüdische Widerstand gegen das Konzept eines jüdischen Staates weitgehend. Während dieses Meinungsumschwungs konstatierte Hannah Arendt eine plötzliche Unterdrückung abweichender Meinungen innerhalb der zionistischen Bewegung. Nach 1947 war die offizielle zionistische Linie die Unterstützung eines „jüdischen Staates“.

### 1948 bis 1967
Auf die Gründung Israels im Mai 1948 folgte, nur wenige Stunden später, der Angriff fünf souveräner arabischer Nachbarstaaten. Der Krieg hatte unterschiedliche Flucht- und Migrationsbewegungen zur Folge: Große Teile der arabischen Bevölkerung des Mandatsgebiets verließen insbesondere nach Aufrufen der arabischen Gruppen und Kriegsparteien ihre Siedlungsgebiete oder wurden vertrieben und flohen in die Nachbarländer – von arabischer Seite oftmals als Nakba (Katastrophe) bezeichnet. Die jüdische Bevölkerung in den arabischen bzw. muslimischen Ländern wiederum wurde in den Folgejahren mehr oder weniger systematisch aus diesen vertrieben. Viele von ihnen siedelten sich im neu entstandenen jüdischen Staat an. Dem Konzept einer jüdischen Heimstatt bzw. eines jüdischen Staats folgend, haben alle nachfolgenden israelischen Regierungen die Alija, die Einwanderung von Juden nach Israel, gefördert.
Aufgrund der nach dem israelischen Unabhängigkeitskrieg entstandenen Nachkriegsordnung wurde eine binationale Lösung weitgehend gegenstandslos. 1948 besetzte nämlich (Trans-)Jordanien die Westbank und annektierte diese schließlich. Den Gazastreifen wiederum nahm Ägypten unter seine Verwaltung, ohne der dortigen palästinensischen Bevölkerung jedoch staatsbürgerliche Rechte einzuräumen (diese Palästinenser blieben staatenlos). Auch die in andere arabische Staaten emigrierten oder geflohenen Palästinenser wurden weder in ihre Gastländer integriert, noch erhielten sie die jeweilige Staatsbürgerschaft. Vielmehr wurden sie in Flüchtlingslagern angesiedelt. Im Gegensatz dazu hat Israel jedoch trotz seines Verständnisses als jüdischer Staat den auf seinem Staatsgebiet verbliebenen Palästinensern gleiche staatsbürgerliche Rechte gewährt, so dass diese seither größere politische Freiheiten genießen als die Araber in allen anderen arabischen Staaten. Auch sind arabische Parteien in der Knesset vertreten.
Die arabische Nationalbewegung lehnte eine binationale Lösung im Allgemeinen ab, weil sie sich wenig davon versprach; ihre Führung wollte die Araber nicht als Minderheit in einem Land sehen, das sie als ihr eigenes ansahen.

### 1967 bis 1991
Nachdem Israel im Sechstagekrieg 1967 unter anderem den ägyptischen Gazastreifen und das von Jordanien annektierte Westjordanland besetzte, entstand eine Situation, in der das Interesse an der Ein-Staat-Lösung wieder erwachte.
Unmittelbar nach der ersten Euphorie über den Sieg über die Nachbarstaaten bemerkten ausländische und israelische Beobachter (z. B. Jeschajahu Leibowitz) bald, dass die neuen Gebiete längerfristig ein Problem darstellen könnten. Leibowitz widersetzte sich zeit seines Lebens der Idee der Annektierung der neu erworbenen Territorien.
Die Mehrheit der Israelis befürchtete, dass eine solche Annektierung, verbunden mit der Gewährung der israelischen Staatsangehörigkeit an die Palästinenser, die jüdische Mehrheit Israels infrage stellen würde, und auch aus anderen Gründen schien eine Zweistaatenlösung zielführender. Der Weltgemeinschaft erschien die Rückgabe der besetzten Gebiete und die Errichtung eines Palästinenserstaates als eine faire mögliche Lösung des Nahostkonflikts. Obwohl die Palästinenser und die arabischen Nachbarstaaten zunächst nicht positiv reagierten, wurde aufgrund des diplomatischen Drucks von Seiten der USA, der Sowjetunion, der europäischen Länder und der Vereinten Nationen die Idee einer Zweistaatenlösung als einziger gangbarer Weg institutionalisiert.
Zunächst herrschte in arabischen Kreisen eine ablehnende Haltung, die aber langsam aufweichte und durch ein fast dogmatisches Eintreten für die Zweistaatenlösung ersetzt wurde. In der Zwischenzeit wurde diese aber durch die umstrittenen israelischen Siedlungen in den besetzten Gebieten gefährdet, die Fakten schufen, während das Schicksal der Palästinenser offen gehalten wurde.
Aufgrund dieses Dilemmas wurde die Idee eines binationalen Staates von einigen ausländischen Unterstützern Israels, wie etwa dem jüdisch-amerikanischen Journalisten I.F. Stone, wiederbelebt. In Israel und anderswo gab es dafür wenig Unterstützung, und schon 1973 wurde die nicht erstrebenswerte Aussicht auf eine binationale Lösung von prominenten Linkspolitikern in Israel als Argument für die baldige Aufgabe der besetzten Gebiete verwendet.
Das Ergebnis des Jom-Kippur-Kriegs von 1973 führte zu einem beginnenden Umdenken in der palästinensischen Führungsschicht hin zur Zweistaatenlösung. Dieser Krieg hatte klargemacht, dass aufgrund Israels militärischer Stärke ein militärischer Sieg der Araber über Israel nicht zu erwarten ist. Erste maßgebliche Palästinenser haben sodann seit Mitte der 1970er Jahre Interesse an einer Zweistaatenlösung gezeigt (so insbesondere Said Hammami, der PLO-Vertreter in London). Die palästinensische Führung hat das Konzept schließlich beim arabischen Gipfel 1982 im marokkanischen Fès aufgegriffen. Dennoch hat Jassir Arafat Israel – vorerst nur indirekt – erst ab 1988 (Rede vor der UN-Vollversammlung vom 13. Dezember 1988) anerkannt. 1989 erklärte Arafat sodann die PLO-Charta von 1964, in der zur Zerstörung des Staates Israel aufgerufen wurde, für hinfällig. Den Abschluss dieser Entwicklung stellte schließlich der Brief von Arafat (als PLO-Vorsitzender) vom 9. September 1993 an den damaligen israelischen Ministerpräsidenten Jitzchak Rabin dar: „Die PLO erkennt das Recht des Staates Israel auf Existenz in Frieden und Sicherheit an.“ [Die PLO verzichte] „auf Terror und jede andere Art von Gewalt“. Im Gegenzug erkannte Rabin „die PLO als die Vertretung des palästinensischen Volkes“ an.
Der Binationalismus hatte aber auch in dieser Periode Befürworter. Einige der mit der Siedlerbewegung verbundenen rechten Israelis waren gewillt, einen binationalen Staat zu unterstützen, solange er zionistischen Vorgaben folgte. Mitglieder von Menachem Begins Likud-Regierung waren in den späten 1970er Jahren bereit, diese Idee zu unterstützen, wenn es die formale israelische Souveränität über das Westjordanland und den Gazastreifen sichergestellt hätte.

### 1991 bis heute
Die Madrider Konferenz (1991), das Oslo-Abkommen (1993), das Interimsabkommen (1995), das Hebron-Protokoll (1997), das Wye-Abkommen (1998), und die Roadmap (2002) beruhen auf der Zweistaatenlösung, obgleich diese von verschiedenen Gruppen auf palästinensischer Seite abgelehnt wird, einschließlich Hamas, Islamischer Dschihad und Volksfront für die Befreiung Palästinas. Das Oslo-Abkommen wurde von beiden Seiten nie voll angenommen und umgesetzt. Nach der zweiten Intifada hat die Zweistaatenlösung in den Augen einiger Beobachter an Unterstützung verloren.
Seit einigen Jahren ist das Interesse an der Ein-Staat-Lösung vor allem unter US-amerikanischen Intellektuellen gestiegen. So veröffentlichte Tony Judt, Historiker an der New York University, im Jahre 2003 den positiv wie negativ vielbeachteten Artikel „Israel: The Alternative“ am einflussreichen New York Review of Books. Darin beschrieb er die Zweistaatenlösung als aussichtslos und grundsätzlich nicht gangbar. Einige linke Journalisten in Israel, etwa Haim Hanegbi und Daniel Gavron, rufen ebenfalls die Öffentlichkeit auf, die „Fakten“ anzuerkennen und eine binationale Lösung zu akzeptieren.
Im Jahre 1999 schrieb der bekannte palästinensisch-amerikanische Intellektuelle Edward Said:
„[…] nach 50 Jahren israelischer Geschichte hat der klassische Zionismus keine Lösung für die Existenz der Palästinenser gefunden. Deshalb sehe ich keine andere Möglichkeit, als anzufangen, davon zu sprechen, das Land, das uns zusammengebracht hat, gemeinsam zu nutzen, in einer wahrhaft demokratischen Weise, mit denselben Rechten für alle Bürger.“
Im Jahr 2002 schlug der libysche Staatschef Muammar al-Gaddafi eine Ein-Staaten-Lösung vor, die als Isratin-Vorschlag bekannt wurde.
„Die Zeit läuft ab für eine Zweistaatenlösung“, zitierte der britische Guardian Palästinenserpräsident Jassir Arafat in einem Interview im Jahre 2004. Viele politische Aktivisten, wie etwa Omar Barghouti, Gründer von Boycott, Divestment and Sanctions, sagten vorher, dass Arafats Tod das Ende des Oslo-Abkommens und der Zweistaatenlösung mit sich bringen würde.
Der Gaza-Krieg 2008–2009 und die Ergebnisse der israelischen Parlamentswahl im Jahre 2009, bei der das Friedenslager eine deutliche Niederlage erlitt, haben die Chancen für eine Zweistaatenlösung weiter schmelzen lassen, obwohl sie von Politikern weiterhin favorisiert wird.
Der israelische Premierminister Ehud Olmert sagte 2007 in einem Interview mit der Tageszeitung Ha'aretz, dass Israel ohne eine Zweistaatenlösung „ein Kampf für gleiches Wahlrecht nach südafrikanischer Art bevorstünde“, was „das Ende von Israel“ wäre. Ganz ähnlich äußerte der palästinensische Premier Ahmed Qurei 2004, dass, wenn Israel kein Friedensabkommen mit den Palästinensern schließen würde, die Palästinenser einen binationalen Staat fordern würden.
Am 29. November 2007, am 60. Jahrestag des UNO-Beschlusses zur Teilung Palästinas, unterzeichneten eine Reihe von prominenten pro-palästinensischen Wissenschaftlern und Aktivisten die „Ein-Staaten-Erklärung“ für eine „demokratische Lösung, die einen gerechten und deshalb andauernden Frieden in einem Einheitsstaat bietet“. Die Erklärung forderte „breitest mögliche Diskussionen, Untersuchungen und Aktionen, um eine einheitliche demokratische Lösung zu fördern und herbeizuführen.“

## Befürworter aus dem pro-palästinensischen oder antizionistischen Spektrum
- der palästinensische Schriftsteller Ali Abunimah,[24]
- der palästinensische Regierungsberater Michael Tarazi,[25]
- der amerikanisch-israelische Friedensaktivist Jeff Halper,[26]
- der israelische Schriftsteller Dan Gavron,[27]
- der israelische Historiker Ilan Pappé,
- der palästinensisch-amerikanische Juraprofessor George Bisharat,[28]
- der amerikanisch-libanesische Professor Saree Makdisi,[29]
- die amerikanische Professorin Virginia Tilley,
- die amerikanische Philosophin Judith Butler[30]
- der israelische Soziologe Jehuda Schenhaw[31]

Diese Autoren aus dem pro-palästinensischen oder antizionistischen Spektrum nennen die „ständige Erweiterung der jüdischen Siedlungen“, besonders im Westjordanland, als zwingenden Grund für die abnehmende Realisierbarkeit der Zweistaatenlösung. Sie setzen sich für einen säkularen und demokratischen Staat ein, der das Fortbestehen der jüdischen Bevölkerung und Kultur in der Region ermöglichen soll. Diese Alternative würde allerdings den „Traum“ einer „jüdischen Vorherrschaft“ auf Dauer untergraben.
Häufig wird außerdem behauptet, eine Zweistaatenlösung habe sich empirisch als unrealistisch erwiesen.

## Befürworter auf israelischer Seite
Der ehemalige Außenminister Moshe Arens propagierte 2010 die Idee eines einzigen Staates westlich des Jordans, in welchem den Palästinensern die volle Staatsbürgerschaft zuerkannt werde. Die Idee eines Großisraels ist in der Likud-Partei seriös geworden, einige Mitglieder fordern offen eine Ein-Staat-Lösung im Sinne einer Annexion des Westjordanlandes. Die sogenannte demografische Bedrohung sei nicht zu fürchten. Israel würde seine jüdische Mehrheit nicht verlieren, wenn es die Westbank annektieren und den dort lebenden Palästinensern die Staatsbürgerschaft gewähren würde.
Die Ein-Staat-Lösung ist laut Zehut-Mitglied Albert Levy die einzig gangbare Option für den Frieden. Die von der Palästinensischen Autonomiebehörde vorgelegten demografischen Statistiken seien hochgradig überhöht, und die Juden in Israel würden von den Palästinensern im Westjordanland zahlenmäßig nicht übertroffen werden.
Zehut-Vorsitzender Mosche Feiglin rechtfertigte seine Befürwortung der Ein-Staat-Lösung mit der Behauptung, dass über 90 % der Palästinenser in Gaza und 65 % im Westjordanland emigrieren wollten, was Israel die Aufrechterhaltung einer jüdischen Mehrheit zwischen Jordan und Mittelmeer ermögliche.

## Kritik
Die Ein-Staat-Lösung ist sowohl von Israelis als auch von Palästinensern aus einer Reihe von Gründen kritisiert worden:
- Kritiker meinen, dass eine Ein-Staat-Lösung das Recht beider Gesellschaften auf Selbstbestimmung zerstören würde. Innerhalb dieser Denkschule gibt es zwei Gruppen:

1. Israelische Juden, die die Verschmelzung mit einer Bevölkerung fürchten, die einer anderen Kultur angehört, die keine demokratische und rechtsstaatliche Tradition hat.[38][39] Es wird befürchtet, dass die existierenden gleichen Rechte für alle israelischen Bürger gefährdet wären.[40]
2. Israelische Juden mit zionistischer Einstellung, die befürchten, dass eine Ein-Staat-Lösung den Status Israels als Heimstatt des jüdischen Volkes unterminieren würde.

- Einige meinen, eine Ein-Staat-Lösung würde nicht funktionieren, so wie sie auch in anderen multi-ethnischen Staaten nicht funktioniere oder nicht funktioniert habe (Tschechoslowakei, Jugoslawien, Libanon). Zudem habe es in den 1920er und 1930er Jahren bereits viel Gewalt zwischen beiden ethnischen Gruppen gegeben.

- Sowohl unter der jüdischen als auch der arabischen Bevölkerung sind die Befürworter der Ein-Staat-Lösung in der Minderheit.

## Haltung der Bevölkerung
Eine Meinungsumfrage der Near East Consulting (NEC) mit mehreren Optionen stellte im November 2007 fest, dass die Ein-Staat-Lösung mit weniger als 15 % Zuspruch die unbeliebteste Lösung des Konflikts war. Etwa die Hälfte der Palästinenser unterstützte demnach einen eigenständigen palästinensischen Staat neben Israel (Zweistaatenlösung) und etwa 30 % fordern „einen Palästinenserstaat im gesamten historischen Palästina“.
In einer weiteren Umfrage der NEC vom Februar 2007 ergab sich allerdings, dass 70 % der befragten Palästinenser die Ein-Staat-Lösung unterstützten, wenn sie sich entweder für oder gegen „eine Ein-Staat-Lösung im historischen Palästinenserstaat, mit gleichen Rechten und Pflichten für Muslime, Christen und Juden“ aussprechen sollten.
Eine Umfrage von 2013 ergab, dass 63 % der Israelis sowie 69 % der Palästinenser die Ein-Staat-Lösung ablehnen.

### Gründe der Ablehnung
Auf israelischer Seite wird – auch mit Blick auf den demografischen Trend – vor allem darauf verwiesen, dass Juden in einem solchen binationalen Staat erneut eine Minderheit stellen würden. Dies wird als eine Bedrohung des Existenzrechts Israels angesehen, das seit den Anfängen der zionistischen Bewegung ausdrücklich als Staat für die Juden konzipiert war.
Unter den Palästinensern sind vor allem die Islamisten Gegner dieser Lösung, da diese dem Ziel eines islamischen Staates entgegenlaufen würde, sowie einige arabische Nationalisten, die die Ein-Staat-Lösung im Gegensatz zum Panarabismus sehen.

### Für die Ein-Staat-Lösung
- Like All the Nations? by Judah L. Magnes (1930)
- Proposal for an Alternative Configuration in Palestine-Israel by Alternative Palestinian Agenda
- Tony Judt: Israel: The Alternative
- Virginia Tilley: The One-State Solution
- Omar H. Rahman: The ‘State-PluS’ Framework: a Confederal Solution For Israel-Palestine (2020)
- Schweizer Modell könnte Bürgerkrieg in Nahost verhindern mit Michael Wolffsohn und Sami Aldeeb
- Israelische Siedlungspolitik Historiker: Nach 40 Jahren sind andere politische Lösungen gefragt, Interview mit Michael Wolffsohn

### Kritik an der Ein-Staat-Lösung
- Susanne Knaul in der taz
- One-state solution a pipedream by Ray Hanania
- Who's in Favor of Annihilating Israel? by Yoel Esteron

### Diskussion der Ansätze
- Pnina Sharvit Baruch: Resolving the Israeli–Palestinian Conflict: The Viability of One-State Models (2021)